# Секуле-Мушо Мрдак
Секуле-Мушо Мићин Мрдак (Жабљак, 1888 — Никшић, 12. децембар 1962) био је најмлађи барјактар црногорске војске.

## Биографија
Рођен је 1888. године у селу Алуга код Жабљака. Мајка му је била из породице Раонић. Имао је непуних годину дана када је са мајком удовицом дошао у Никшић. У протоколу пописа становништва варошке капетаније Никшић 1899. године уписано је име и презиме Секула Мићиног Мрдака под бројем 4, на страни 427. Био је ожењен са Великом Миљевић из Бара Шумановића код Даниловграда. Имао је синове: Радојка, Милана, Драгана, и кћерке: Ксенија, рођена 1924. године удата за Вуксана Гавриловића на Цетињу, и Јелену, која је умрла као дјевојка. Била је одличан ђак никшићке гимназије. Умрла је 1943. године у окупираном Никшићу и сахрањена на Старом гробљу. Учесник је балканских ратова и Првог свјетског рата. Приликом уручења барјака, књаз Никола му се обратио ријечима: „Момче, видиш оно брдо? Овај барјак може бити већи и тежи од њега!" (мисли се на Будош, највеће брдо у Никшићу). Рањен је на Бардањолу, при освајању Скадра, након чега је послат на лијечење у Италији. Носилац је више одликовања, а међу њима и Албанске споменице. Радио је и живио у Никшићу, гдје је је држао трговину са угледном породицом Шаобић, а касније и кафану у којој су одсједали угледи грађани Никшића. На страни 30 „Никшићких новина“ од 8. 2. 2001. године, под насловом "Чаробне никшићке фирме", налази се име Муша Мрдака, трговца. Био је изузетно храбар, радо виђен у друштву пријатеља, комшија, кумова и рођака. Умро је 12. децембра 1962. године у Никшићу, гдје је сахрањен као угледан и заслужан грађанин код цркве св. Петра и Павла на Старом гробљу.

### Порекло Мрдака
Мрдаци су истакнуто српско братство из Црне Горе. Живели су у Премћанима имали су имања, односно катуне, у Шаранцима њихово је било скоро пола Премћана, источни део. И сада се зове Мрдачко Село и Мрдачка Коса. Они су стари српски становници Премћана, као и Брајковићи. Најпознатији записи о Мрдацима, везују се за Мрдака Маричића (1371. године) као и бана Лужанина Мрдака (1411. године). Према предању ту су дошли из Метохије после Косовског боја 1389.

## Барјактарство
Секуле-Мушо Мићин Мрдак је са непуних 17 година, негдје око 1905. године, на тргу у Никшићу, примио црногорски барјак из руку књаза Николе Петровића, пред стројем црногорске војске и окупљеним народом. Том приликом књаз је фигуративно рекао: „Момче, видиш оно брдо? Овај барјак може бити већи и тежи од њега!" (присутни су помислили на брдо Будош, највеће брдо у Никшићу). Заиста се сматра да је Мушо Мрдак био најмлађи црногорски барјактар, који је храбро и часно ратовао и носио овај барјак из битке у битку. У бици на Скадру Мушо је рањен од непријатељског куршума, али и даље није дозвољавао да црногорски барјак поклекне у његовим рукама.